# Thomas Hauser
Thomas Hauser (Nova Iorque, 27 de fevereiro de 1946) é um escritor estadunidense.
Sua estréia como escritor deu-se em 1978 com The Execution of Charles Horman; An American Sacrifice, um livro de não-ficção que relata a busca pelo corpo de Charles Horman, um jornalista estadunidense assassinado durante o golpe de 1973 no Chile. O pai e a esposa de Horman foram os maiores colaboradores de Hauser. O livro foi indicado para um prêmio Pulitzer e mais tarde, em 1982, serviu de base para o roteiro do filme Missing, dirigido pelo renomado diretor grego Costa-Gavras.
Em 1981, Hauser publicou o romance Ashworth & Palmer, uma ficção inspirada em sua experiência como advogado de 1971 a 1977. Em 1991, recebeu o prêmio William Hill de melhor livro esportivo do ano por Muhammad Ali: His Life and Times, uma biografia do famoso boxeador Muhammad Ali.
Hauser é um ávido fã de boxe e é um dos colaboradores do site Seconds Out, especializado no esporte.